# Liopygus scrobiculatus
Liopygus scrobiculatus är en skalbaggsart som beskrevs av Schmidt 1897. Liopygus scrobiculatus ingår i släktet Liopygus och familjen stumpbaggar. Inga underarter finns listade i Catalogue of Life.